# Nikołaj Kriwoszeja
Nikołaj Jewgieniewicz Kriwoszeja (ros. Николай Евгеньевич Кривошея, zm. 12 grudnia 1970 lub 1971 w Madrycie) – rosyjski wojskowy, sztabskapitan, emigracyjny działacz wojskowy, dowódca oddziału rosyjskiego podczas hiszpańskiej wojny domowej.

## Życiorys
W 1917 roku ukończył korpus kadetów w Połtawie. Uczył się w michajłowskiej szkole artyleryjskiej. W listopadzie tego roku wstąpił do wojsk białych, służył w junkierskiej baterii artylerii. Uczestniczył w rajdzie partyzanckiego oddziału pułkownika Czernecowa. Na początku roku 1918 walczył na Kubaniu w składzie 1 Oficerskiej Baterii Artylerii, zaś od marca 1919 roku 1 Lekkiego Dywizjonu Artylerii. Następnie był sztabskapitanem w 1 Baterii Markowskiej Brygady Artylerii.
W listopadzie 1920 roku ewakuował się wraz z resztkami wojsk białych z Krymu do Gallipoli, zamieszkał we Francji. Pracował jako szofer w Paryżu, równocześnie działając w rosyjskich organizacjach grupujących byłych wojskowych. W 1934 roku został członkiem paryskiego oddziału Stowarzyszenia Gallipojczyków. Ukończył wyższe kursy naukowo-wojskowe prowadzone przez generała Nikołaja Gołowina.
W 1936 roku przyjechał do ogarniętej wojną domową Hiszpanii, gdzie wstąpił ochotniczo do wojsk generała Franco. Został faktycznym dowódcą rosyjskiego oddziału wojskowego w składzie batalionu Donna Maria de Molina.
Po zakończeniu wojny od 1940 roku służył w Hiszpańskiej Legii Cudzoziemskiej. W roku 1941 wstąpił ochotniczo do nowo formowanej Błękitnej Dywizji, która została wysłana na front wschodni i walczyła tam z Armią Czerwoną w składzie Wehrmachtu jako 250 Dywizja Piechoty.